# Brough of Birsay

 Brough of Birsay  est une petite île inhabitée de l'archipel des Orcades en Écosse. Elle est située à 240 mètres au nord-ouest de Mainland à partir de laquelle elle est accessible à marée basse par une chaussée en partie naturelle.
L'île a été détachée de Mainland par l'érosion bien avant l'arrivée des premiers occupants, sans doute des missionnaires chrétiens au Ve siècle. Il reste des vestiges d'occupation Picte, puis Viking.